# Periclina daldama
Periclina daldama là một loài bướm đêm trong họ Geometridae.